# کینگ دایموند
کینگ دایموند (به دانمارکی: King Diamond) با نام شناسنامه‌ای کیم بندیکس پترسن (به دانمارکی: Kim Bendix Petersen) موسیقیدان، آهنگساز و خواننده هوی متال در ۱۴ ژوئن ۱۹۵۶ میلادی در شهر کپنهاک دانمارک متولد شد. او یکی از موسیقیدانان هوی متال است که در جشنواره موسیقی گرمی، نامزد دریافت جایزه شده‌است. سبک خوانندگی او و استفاده از اصوات تیز و غیرطبیعی، سبب شهرت اوست.

## پیشینه
اولین فعالیت کینگ دایموند در گروه هوی راک برین‌استرم بود که در به مدت ۲ سال در میان سال‌های ۱۹۷۴-۷۶ به درازا انجامید. سپس او گروه برین‌استرم را ترک گفت و مشغول خوانندگی در یک گروه محلی دانمارکی با نام بلک رز شد، در همین دوره بود که او تجربه موسیقی تئاترگونه ترس را به دست آورد. همکاری او با بلک رز تا ۱۹۸۰ ادامه یافت و پس از آن کینگ از گروه جدا شد.
کینگ دایموند در ۱۹۸۰ به گروه پانک راک برتس پیوست و در آنجا او با سه موسیقیدان به نام‌های هنک شرمن، مایکل دنر و تیمی هانسن آشنا شد و این آشنایی باعث تشکیل گروه مرسی‌فول فیت توسط آن‌ها در ۱۹۸۰ شد.
در ۱۹۸۴ و پس از انتشار آلبوم قسم را نشکن و در میان برگزاری تور اجرای زنده، کینگ و دو نفر دیگر از اعضا مرسی‌فول فیت (هانسن و دنر) از گروه جدا شدند و گروهی با نام کینگ دایموند را تشکیل دادند.
بعدها در ۱۹۹۲ مرسی‌فول فیت دوباره تشکیل شد و ۵ آلبوم استودیویی دیگر را منتشر ساخت. در ۱۹۹۹ کینگ تصمیم گرفت تا مرسی‌فول فیت را معلق سازد و دوباره فعالیت گروه خودش را پی بگیرد، اگرچه که مرسی‌فول فیت تعطیل نشد و فقط به صورت مسکوت گذاشته شد. در مصاحبه‌ای اخیراً کینگ دایموند اظهار داشت که مرسی‌فول فیت تمام نشده و همچنان به ضبط و اجرای تور خواهد پرداخت.
در سال ۲۰۰۷ او نامزد دریافت جایزه «بهترین اجرای متال» جشنواره گرمی شد.